# Cladonema pacifica
Cladonema pacifica är en nässeldjursart som beskrevs av Nikolai Alexsandrovich Naumov 1955. Cladonema pacifica ingår i släktet Cladonema och familjen Cladonematidae. Inga underarter finns listade i Catalogue of Life.